# Ulla Zirne
Ulla Zirne (Rīga, 6 agosto 1995) è una slittinista lettone.

## Biografia
Pratica lo slittino dall'età di 9 anni e nel 2009 ha iniziato a gareggiare per la nazionale lettone nella specialità del singolo.
Si distinse nelle varie categorie giovanili vincendo una medaglia d'oro ai mondiali juniores di Lillehammer 2015 e una d'argento agli europei juniores di Sigulda 2014, entrambe conquistate nella staffetta mista. Ha inoltre vinto il bronzo alle Olimpiadi giovanili di Innsbruck 2012 nel singolo e la classifica generale della Coppa del Mondo giovani nel 2011/12, fu invece seconda nel 2010/11.

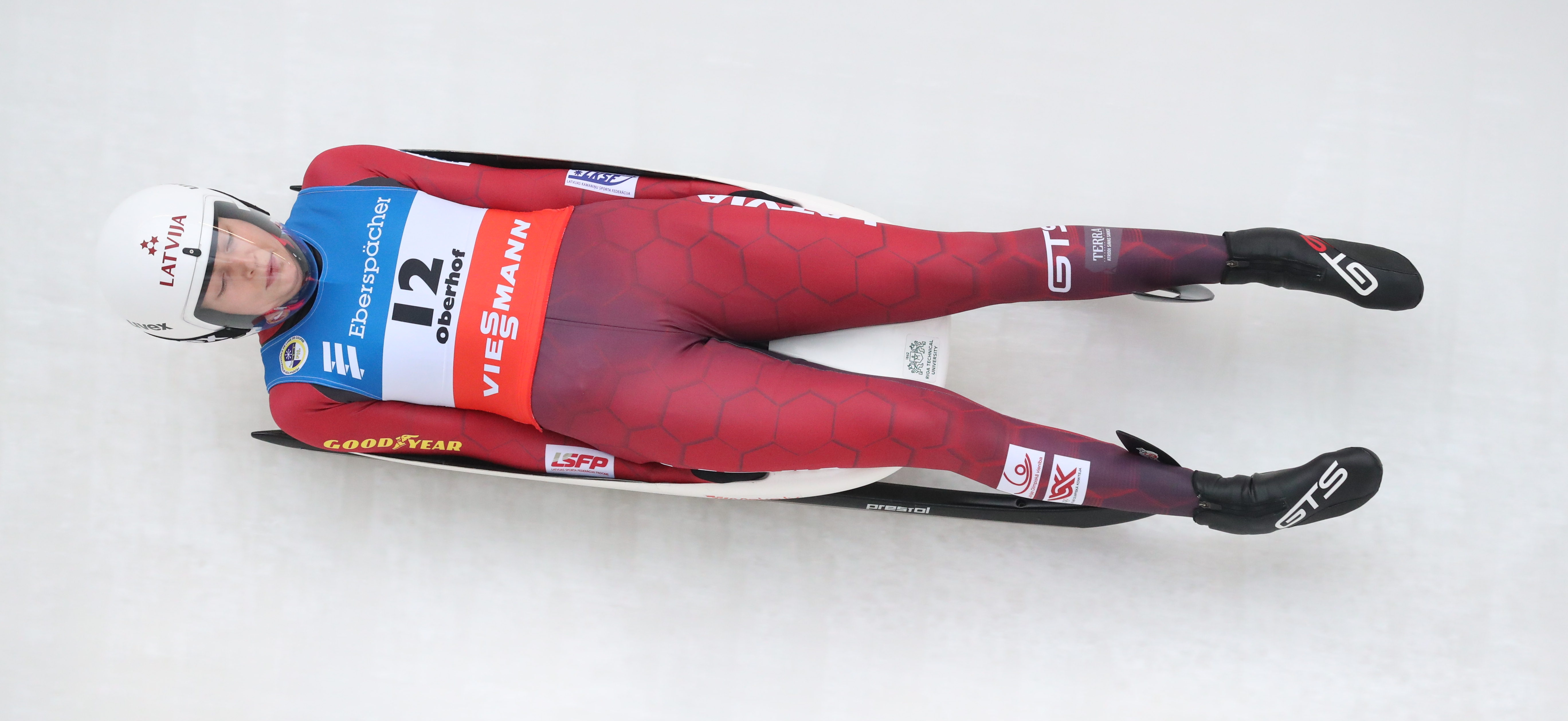
Ulla Zirne in gara a Oberhof nel 2021

A livello assoluto ha esordito in Coppa del Mondo nella stagione 2010/11, il 20 febbraio 2011 a Sigulda, piazzandosi al 21º posto nel singolo; centrò il suo primo podio il 19 febbraio 2017 a Pyeongchang, dove concluse la gara a squadre al terzo posto con i compagni Kristers Aparjods, Andris Šics e Juris Šics. In classifica generale come miglior risultato si è piazzata al dodicesimo posto nella specialità del singolo nel 2018/19.
Ha partecipato a due edizioni dei Giochi olimpici invernali: a Soči 2014 si classificò al 18º posto nel singolo, mentre a Pyeongchang 2018 concluse in 12ª piazza nella gara individuale e al 6º posto in quella a squadre.
Ha altresì preso parte a quattro edizioni dei campionati mondiali; nel dettaglio i suoi risultati nelle prove iridate sono stati, nel singolo: quarantesima a Igls 2017, sesta a Winterberg 2019, nona a Soči 2020 e tredicesima a Schönau am Königssee 2021; nel singolo sprint: decima a Igls 2017, decima a Winterberg 2019 e undicesima a Soči 2020 e decima a Schönau am Königssee 2021; nelle prove a squadre: settima a Igls 2017.
Agli europei ha vinto la medaglia di bronzo nella gara a squadre a Lillehammer 2020 e nella stessa edizione è giunta settima nel singolo.

## Altre attività
In qualità di designer, la Zirne ha fondato una azienda di abbigliamento in Lettonia, chiamata Ullalaaa Clothing.

## Palmarès

### Mondiali juniores
- 1 medaglia:
  - 1 oro (gara a squadre a Lillehammer 2015).

### Europei
- 1 medaglia:
  - 1 bronzo (gara a squadre a Lillehammer 2020).

### Europei juniores
- 1 medaglia:
  - 1 argento (gara a squadre a Sigulda 2014).

### Olimpiadi giovanili
- 1 medaglia:
  - 1 bronzo (singolo a Innsbruck 2012).

### Coppa del Mondo
- Miglior piazzamento in classifica generale nel singolo: 12ª nel 2018/19.
- 2 podi (nelle gare a squadre):
  - 2 terzi posti.

### Coppa del Mondo giovani
- Vincitrice della classifica generale nella specialità del singolo nel 2011/12.